# Карингтон, Руперт, 7-й барон Каррингтон
Руперт Фрэнсис Джон Каррингтон, 7-й барон Каррингтон (англ. Rupert Francis John Carington, 7th Baron Carrington; род. 2 декабря 1948) — британский бизнесмен и член Палаты лордов, сменивший своего отца на посту 7-го барона Каррингтона 9 июля 2018 года. Лорд великий камергер с 8 сентября 2022 года.

## Ранняя жизнь
Родился 2 декабря 1948 года. Третий ребёнок и единственный сын Питера Каррингтона, 6-го барона Каррингтона (1919—2018), и его жены Ионы, урождённой Макклин (1920—2009). На момент его рождения его отец был в начале своей политической карьеры и позже занимал несколько видных должностей, в том числе министр обороны и министр иностранных дел в первом министерстве Тэтчер и 6-й генеральный секретарь НАТО.
У Руперта Кэррингтона есть две сестры: Александра (р. 1943), замужем за капитаном Питером де Бунзеном, и Вирджиния (р. 1946), замужем за Генри Кьюбитом, 4-м бароном Эшкомбом (разведена) . Его дед по материнской линии был инженером-строителем и авиатором Фрэнсисом Макклином. Его предок Томас Смит был основателем банка Смита.
Он получил образование в Итонском колледже и окончил Бристольский университет со степенью бакалавра наук.

## Карьера
Руперт Каррингтон работал в торговом банке Morgan, Grenfell & Co. в течение 17 лет, прежде чем начать свой собственный финансовый консалтинговый бизнес, Rupert Carington Limited, в 1987 году. В настоящее время он является председателем Vietnam Infrastructure Ltd. и Schroder AsiaPacific Fund , и как международный советник в LGT Group.
Он стал членом Палаты лордов в ноябре 2018 года, после победы на дополнительных выборах наследственных пэров после ухода лорда Нортборна.
Барон Каррингтон был назначен заместителем лейтенанта Бакингемшира в ноябре 1999 года.

## Личная жизнь
12 сентября 1989 года Руперт Каррингтон женился на Даниэле Диоталлеви (р. 1959). У них трое детей:
- Достопочтенный Роберт Каррингтон (род. 7 декабря 1990 года), наследник титула.
- Достопочтенная Франческа Каррингтон (род. 24 июля 1993 года)
- Достопочтенная Изабелла Иона Каррингтон (род. 19 мая 1995 года)